# Шарль Філіпон

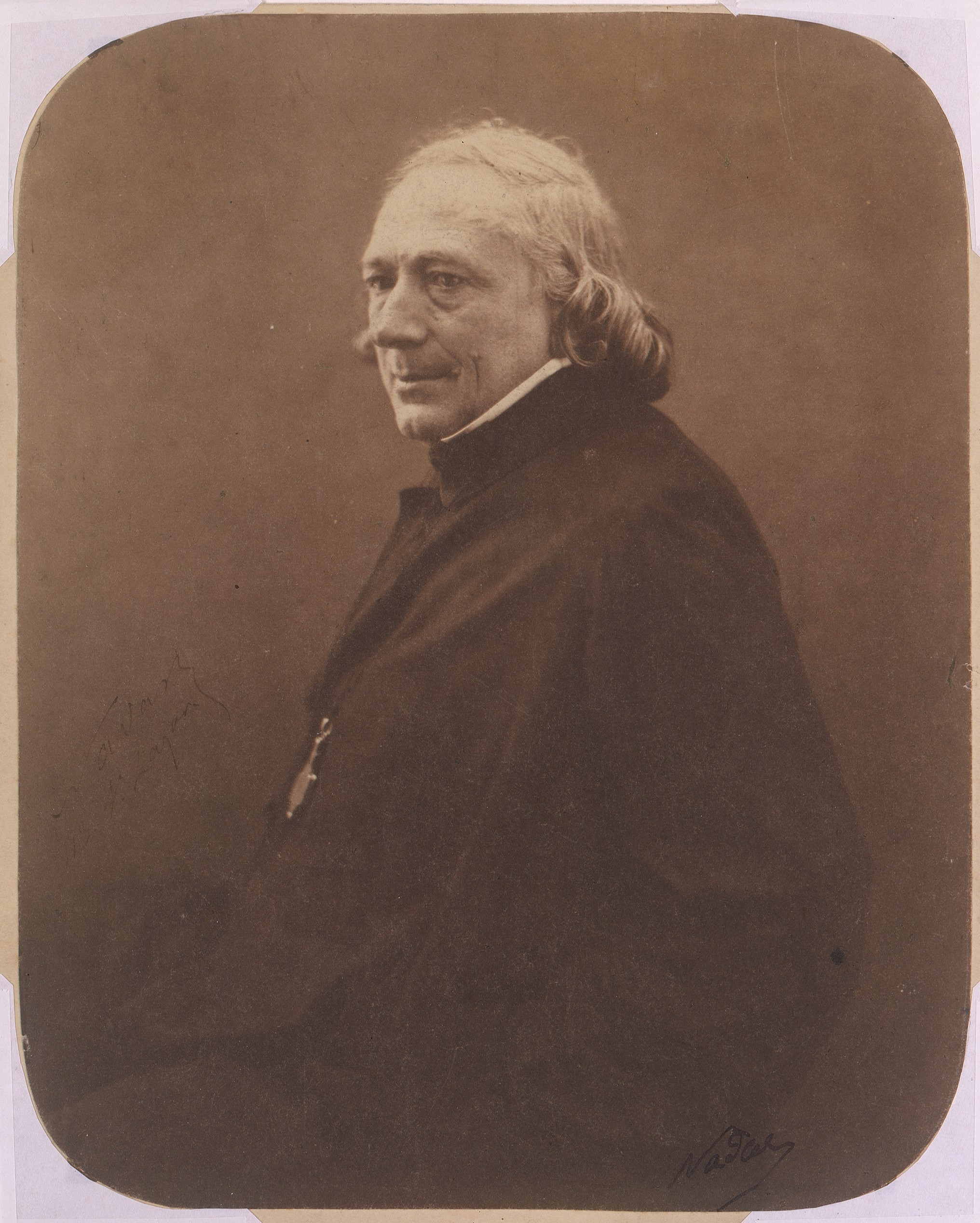
Шарль Філіпон, портрет Надара

Шарль Філіпо́н (фр. Charles Philipon; 19 квітня 1800, Ліон — 25 січня 1861, Париж) — французький літограф, карикатурист та журналіст, засновник видавничого будинку «Обер» («Aubert»), директор політико-сатиричних журналів «Карикатюр» («La Caricature») і «Шаріварі» («Le Charivari»).

## Ранні роки
Шарль Філіпон народився у невеликій родині ліонських буржуа. Його батько, Етьєн Філіпон, був виробником та продавцем шпалер. Він з ентузіазмом зустрічав революцію 1789 року. За словами П'єра Ларуза , він підтримував стосунки з Манон Ролан, генералом Філіпоном та Філіпоном де ла Мадленом.
Після неповного курсу навчання у Ліоні та Вільфранш-сюр-Соні Шарль Філіпон викладав малюнок у Школі витончених мистецтв (L'École nationale supérieure des beaux-arts) у Ліоні, та у 1819 році покинув рідне місто та переїхав у Париж, де пішов на рік у художню майстерню Антуана Гроса. У 1821 році, за проханням свого батька, який має намір торгувати, Шарль повернувся до Ліона та протягом трьох років працює на фабриці. Ця робота навряд чи задовольняє його, але залишає слід у декораторському та публіцистичному досвіді. У 1824 році бере участь у карнавальній святковій ході у Ліоні. Такий захід вважався крамольним, Шарль Філіпон був заарештований. Втім, скоро його виправдовують.
Молодий чоловік нарешті залишив Ліон і поїхав до Парижу, де возз'єднався зі своїми старими друзями з майстерні Гроса. Один з них, відомий художник Шарлі, бере його під своє крило та знайомить із поширеною у Франції 1820-х років технікою літографії. Філіпон знаходить роботу літографа та художника: він малює ілюстрації до книг та журналів мод та окрім цього удосконалює літографічні навички. Шарль приєднується до лібералів і сатириків, відвідує семінар Гранвіль (Grandville) у 1827 році, а за два роки по тому бере участь у створенні альбому карикатурних літографій «Силует» («La Silhouette») у 1829, де стає редактором та дизайнером.
За редакційним розподілом його обов'язки зосереджуються на літографії, де важливою умовою є збереження свіжості паперу, тому робота Філіпона відбивалась на текстах та ілюстраціях загалом. Альбом не дотримувався певної політичної лінії, його публікації ставали все більш і більш образливими. Так тривало рік, коли 1 квітня 1830 року Філіпон опублікував першу політичну карикатуру «Карл Х єзуїт».

На відміну від колег, Філіпон свої роботи передбачливо не підписував. Відтак, коли усю редколегію потягнули до суду, Шарль уникнув переслідувань..
16 грудня 1829 року Шарль Філіпон разом зі своїм родичем Габріелем Обером створює видавничий будинок «Обер» у Парижі, який у наступні роки стане «місцем захоплюючої війни», — Шарль Ледрі.

## Народження бізнесу

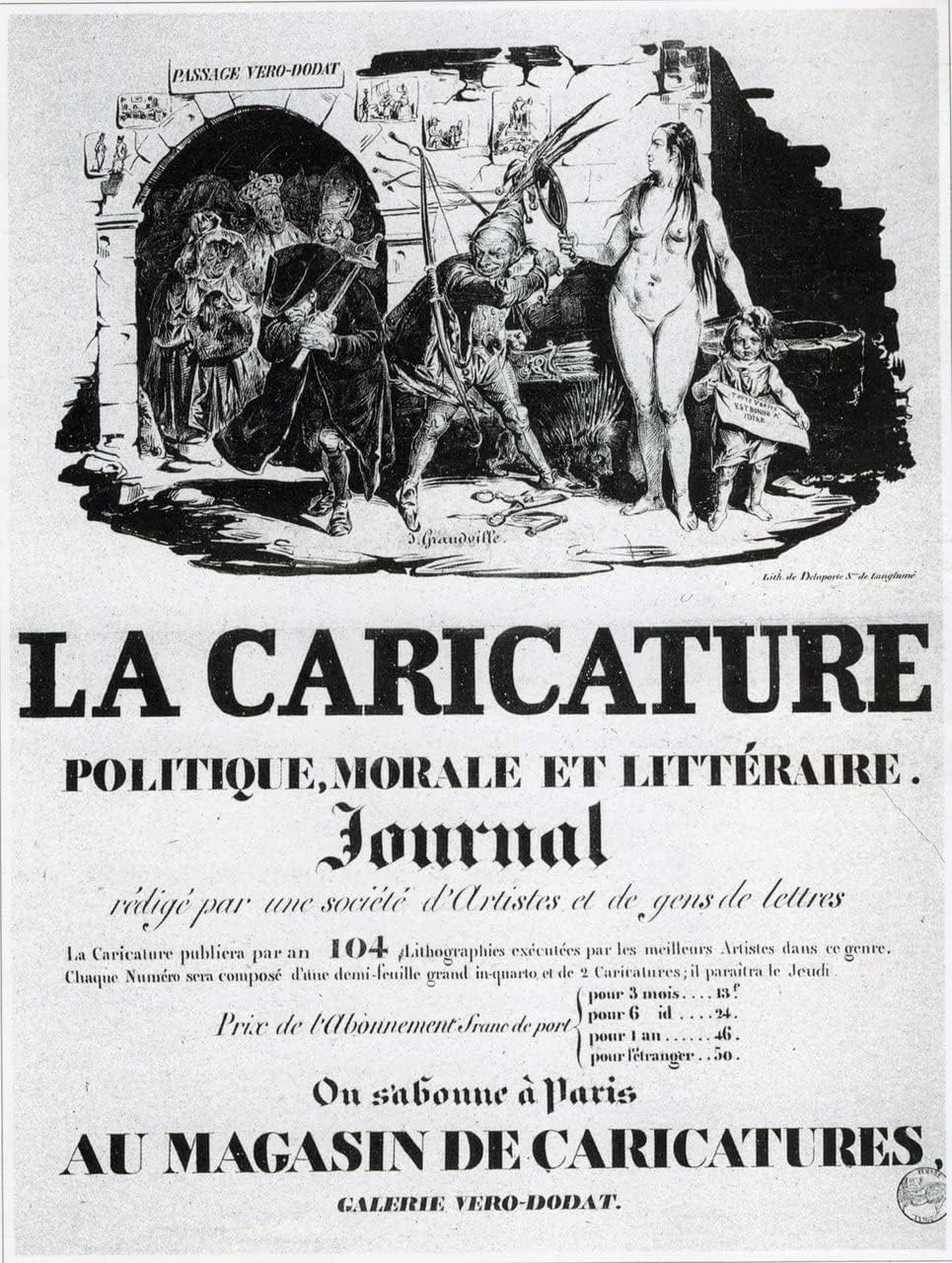
«Карикатюр», 1830

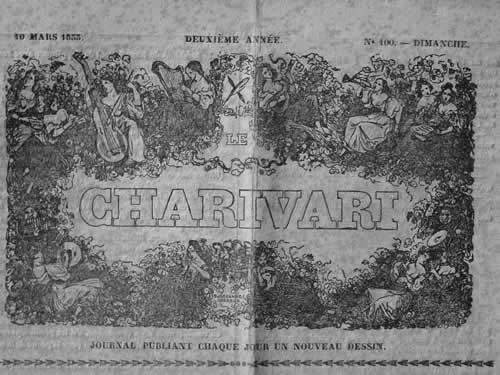
«Шаріварі»,1833

Після революції у липні 1830 року 4 листопада того ж року Філіпон видає ілюстрований тижневик під назвою «Карикатура моральна, релігійна, літературна і живописна» (La Caricature morale, religieuse, littéraire et scénique). Він продавався лише за передплатою, мав 4 сторінки тексту та дві літографії, більші за розміром, ніж у «Силуеті». У газеті публікувався Оноре де Бальзак, та до лютого 1832 року видав більше ста нарисів та фейлетонів під різними псевдонімами. «Карикатюр» пропонувався читачеві як елегантний ілюстрований журнал з акуратним кресленням на веленевому папері. Літографії друкувались на окремих листах.
1 грудня 1832 Філіпон видає «Шаріварі» («Le Charivari») — щоденну ілюстровану газету із чотирьох сторінок меншого, ніж, у «Карикатюр», розміру. На відміну від попередника, вона не обмежується політичними карикатурами. Газета позиціонує себе як інструмент для «всеосяжного огляду, який повторюватиметься постійно, олівцем і пером, всіх різноманітних аспектів цього калейдоскопічного світу, в якому ми живемо».
Власник двох газет Філіпон мав над ними повний контроль. Він самостійно вибирав своїх співробітників, домовлявся з постачальниками на ринку, Один з карикатуристів «Шаріварі» Надар у своєму некролозі, опублікованому у 1862 році, писав, що Філіпону були притаманні «виняткова ясність у веденні справ» та «невичерпна родючість винаходів і засобів». Маючи у підпорядкуванні своїх друзів, він разом з ними визначає цілі, пропонує теми, координує тексти і літографії. 

У своїх спогадах сучасники Філіпона підкреслювали його надзвичайну харизму. Він був «душею компанії». Він спрямовував увесь свій ентузіазм у літографії. Коли на початку січня 1831 року «Силует» зникає, він тримає ринок практично у повній монополії. У 1836 році третина літографій, опублікованих у столиці, надходитиме з дому «Обер». Тим не менш, компанія зберегла свій сімейний характер.

## Визначальні роки (1830—1835)

### Кампанія проти Луї Філіпа (1830—1832)
Восени 1830 року Філіпон, як прихильник Липневої революції, багато очікує від нового режиму. Перші випуски «Карикатюр» вільні від політичних поглядів. Пам'ять про заборону на карикатури під час імперії Наполеона ще живе. Та все змінюється у кінці грудня 1830 — початку 1831 року. Філіпон бачив лицемірство у демагогічних заграваннях Луї-Філіпа з населенням: проголошенні свободи друку, вдаванні з себе «свійського» короля, який прогулюється, наче добрий буржуа, вулицями столиці, розмовляючи з перехожими. Відчуження по відношенню до нового режиму виражається в карикатурі, опублікованій Філіпоном 26 лютого 1831 року. Карикатура, більш відома як «Мильні бульбашки», зображує, як Луї-Філіп недбало дме бульбашки, що символізують невиконані обіцянки свободи преси й народних виборів. Карикатуриста звинувачують у образі короля, та згодом виправдовують. Кілька місяців потому він повертається з новою літографією, відомою як «Косметичний ремонт» («Карикатюр», 30 червня, 1831), де король зображується малярем, який символічно стирає сліди Липневої революції. За це Філіпон повернувся в суд.

### Суд і переконання у своїх поглядах

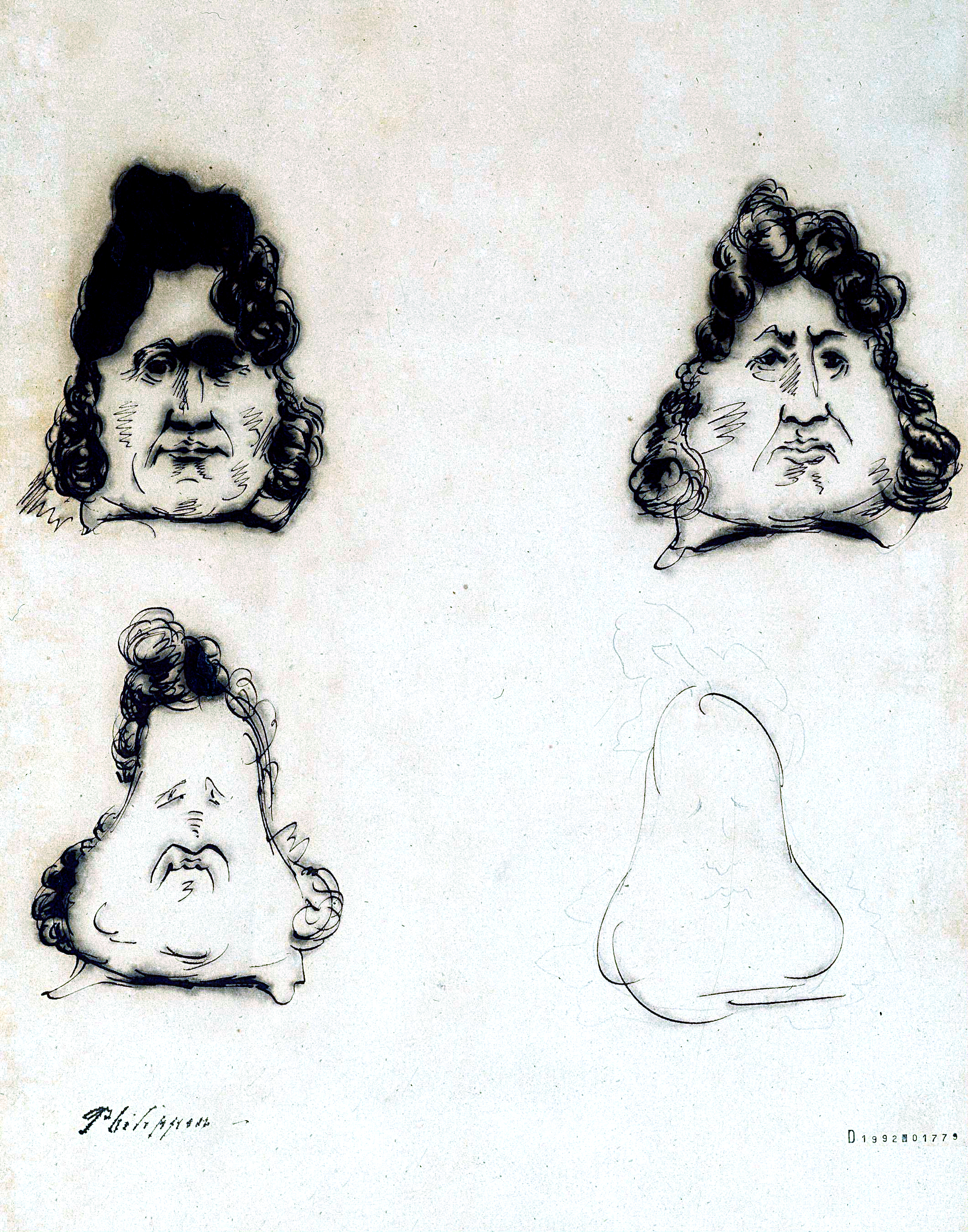
Луї Філіп перетворюється на грушу

Судове засідання відбулось 14 листопада 1831 року. Філіпон стверджував, що «все може виглядати як король», і він не може бути притягнутим до відповідальності за цю подібність. Щоб проілюструвати такі метаморфози, Філіпон зобразив на чотирьох малюнках, як голова Луї-Філіпа перетворюється на грушу та дійсно має з нею велику схожість. Комічність полягає у тому, що французькою слово «poire» означає не лише «груша», а й «простак». Карикатура визнає величезного успіху. Образ Луї-Філіпа у вигляді груші кочував від художника до художника: його використовували Дом'є, Трав'є, Буке, Гранвіль. 

Наприкінці судового розгляду Філіпона визнали винним у «неповазі до особистості короля». Карикатуриста було заарештовано 12 січня 1832, він відсидів шість місяців у в'язниці і заплатив штраф в розмірі 2000 франків. 

Остаточний розрив з Липневою монархією стався 5 і 6 червня 1832 року на похоронах генерала Ламарка, які перетворились на повстання, що було жорстоко придушене. Філіпон одразу опублікував і підписав своїм ім'ям «Проект пам'ятника груші Спокути». Побоюючись за своє життя, він переховується у Парижі до кінця облоги. 5 вересня 1832 він повернувся до в'язниці і, нарешті, був випущений звідти 5 лютого 1833.

Через переслідування «гірким» режимом і, ймовірно, під впливом контактів у в'язниці його позиції були підтверджені: він переконався у правильності своїх республіканських поглядів.

### Республіканський період (1833—1835)
Під час своїх перших політичних карикатур Філіпон вже встановив контакти у республіканських колах. У лютому 1843 року Філіпон став одним із засновників «Республіканського журналу» («La Revue républicaine») та отрима частину його акцій. 

Упродовж 1834 року у «Шаріварі» та «Карикатюр» з'явилось чимало літографій, що символічно зображали жорстоко придушені владою повстання народу. Філіпон назвав цей період «кровавою сторінкою сучасної історії». Невдалий замах Фієскі на життя Луї-Філіпа 28 липня 1835 року мав свої наслідки: обшук офісів «Шаріварі», ордер на арешт Філіпона. Напередодні нападу був опублікований червоний номер «Шаріварі», у якому була надрукована стаття зі списком чоловіків, жінок і дітей, вбитих військами Національної гвардії з 1830 року. Він супроводжувався літографією Трав'є під назвою «Персоніфікація солодкої та найгуманнішої системи» («Шаріварі», 27 липня 1835), де тіла вбитих формують образ Луї-Філіпа. Філіпон був звинувачений у «моральній співучасті» у нападі. 

5 серпня 1835 року у Франції видається новий, дуже суворий закон про пресу. Кожна образа короля та уряду тепер загрожувала багаторічним тюремним ув'язненням і грошовим штрафом до 50 тисяч франків. У листопаді 1835 «Шаріварі» продається за копійки. «Карикатюр» змушена припинити своє існування. В останньому номері серпня 1835 року Філіпон помістив уривки з промов парламентських діячів, які наполягали на введенні нового закону про пресу, поруч з уривками з промов, які ті ж самі діячі вимовляли всього п'ять років тому на захист свободи друкованого слова. Вільям Теккерей згадував, що «Карикатюр» та «Шаріварі» мали більшу вагу у суспільстві, ніж обидві палати парламенту, разом узяті.
Підбиваючи підсумки п'яти років, Філіпон писав: « 4 листопада 1830 я вирушив у країну ліберальних ілюзій, і у вересні 1835 я прибув до королівства сумних реалій».

## Від політичної карикатури до моральної сатири (після 1835)

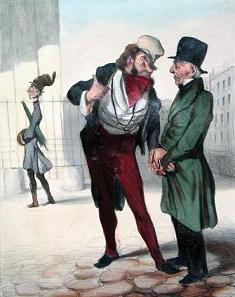
Робер Макер

Незважаючи на «Вересневі закони», що поклали край політичній карикатурі, Філіпон продовжував бути активним. Він опублікував у «Шаріварі» нові серії «неполітичних карикатур»: Робера Макера (1836–1838), «Музей сміху для всіх карикатуристів Парижу» (1839–1840), «Музей або комічний магазин Філіпона» (1843), «Комічний Париж» (1844), «Газету заради сміху» (1848–1855), «Журналь» (1856).
Метою цієї «бібліотеки для задоволення» були відпочинок і розвага за рахунок створення «соціальних типів», тобто типових представників тогочасного суспільства. Найбільш знакові персонажі вийшли з-під пера художників Дом'є (Ратапуаль, Робер Макер), Трав'є (Майо), Анрі Моньє (Жозеф Прудон), Гаварні (Томас Вірлог). Публікація популярних персонажів добре позначилась на успіхах будинку Обера: з лютого 1841 по серпень 1842 карикатури склали три чверті виробництва у цей період.
У той же період Філіпон видав першу серію Бібліотеки для задоволення «Floueur» (1850), «Англо-французький музей» (1855–1857) у співпраці з Гюставом Доре, «Пролетарів» (1838) разом з Аженором Альтарошем, та мандрівну пародію «Єврей» (1845), натхнений роботами Ежена Сю.
Помер Шарль Філіпон у віці 61 року.